# 勝尾寺
勝尾寺（かつおうじ）は、大阪府箕面市にある高野山真言宗の寺院。山号は応頂山。本尊は十一面千手観世音菩薩。西国三十三所第23番札所。開山は開成（かいじょう）、寺号は「かつおじ」「かちおじ」などとも読まれる。「勝ちダルマ」が有名である。
本尊真言：おん ばざら たらま きりく　
ご詠歌：重くとも罪には法（のり）の勝尾寺（かちおでら） ほとけを頼む身こそやすけれ

## 歴史
当寺に伝わる『勝尾寺縁起』によれば、神亀4年（727年）に藤原致房の子である善仲と善算の兄弟がこの地に入って仏道修行に励み、草庵を設けた。それが当寺のそもそもの始まりであるという。
それから約40年後の天平神護元年（765年）、光仁天皇の皇子（桓武天皇の異母兄）である開成が2人に師事して仏門に入ると、宝亀6年（775年）には開成は念願であった大般若経600巻の書写を終えて新設の堂に奉納すると、この堂を弥勒寺と名付けた。これが当寺の直接の創建であるという。
数年後の宝亀11年（780年）には妙観によって本尊の十一面千手観世音菩薩立像が作製されたと伝えられている。
なお、開成の僧としての事績については正史に記載がなく不明な点も多いが、北摂地域の山間部には当寺以外にも高槻市の神峯山寺など、開成の開基または中興とされる寺院が点在している。
当寺は平安時代以降、山岳信仰の拠点として栄え天皇など貴人の参詣も多かった。
元慶4年（880年）に住職の行巡によって清和天皇の病気平癒の祈祷が行われると、当寺は天皇より「勝王寺」の寺号を賜った。しかし、「王に勝つ」という意味の寺号は畏れ多いとして勝尾寺に差し控えたという。『日本三代実録』は元慶4年（880年）の清和天皇死去についての記事で天皇が「勝尾山」に参詣したことを述べており、これが勝尾寺の文献上の初見である。
寿永3年（1184年）の一ノ谷の戦いに巻き込まれて全山焼失してしまったが、文治4年（1188年）に源頼朝の命により、熊谷直実や梶原景時によって再建された。
承元2年（1208年）から承元4年（1210年）にかけて讃岐国への流罪から戻った法然が当寺に滞在している。
文永6年（1269年）に後嵯峨法皇の院宣により阿闍梨三口が設置され、御願寺となる。応永30年（1423年）には室町幕府第4代将軍足利義持によって将軍家の祈願寺に指定されている。
明応4年（1495年）2月14日に火災にあっている。
慶長8年（1603年）には豊臣秀頼によって山門が再建され、また本堂再建のための浄財も寄進される。
江戸時代の延宝2年（1674年）に高野山の釈迦文院の末寺となり、宗派を天台宗から真言宗に改めている。
近年では「勝ちダルマ」の寺として有名である。小さな勝ダルマをいろいろな場所に置けるようになっている。2023年（令和5年）頃から外国人観光客に人気の場所となり、2024年（令和6年）には多くの外国人が訪れるようになり、バスに積み残しが出る日も続出したため、同年9月から土・休日は大幅にバスが増発された。その他、特に多くの乗客が予想される際は2台のバスが用意されたり、同年秋からはバス停の屋根を2倍に増築する工事が始まったりし、勝尾寺のお守り・勝ちダルマ授与所の建物の大きさも倍にする工事が始まっている。

## 境内

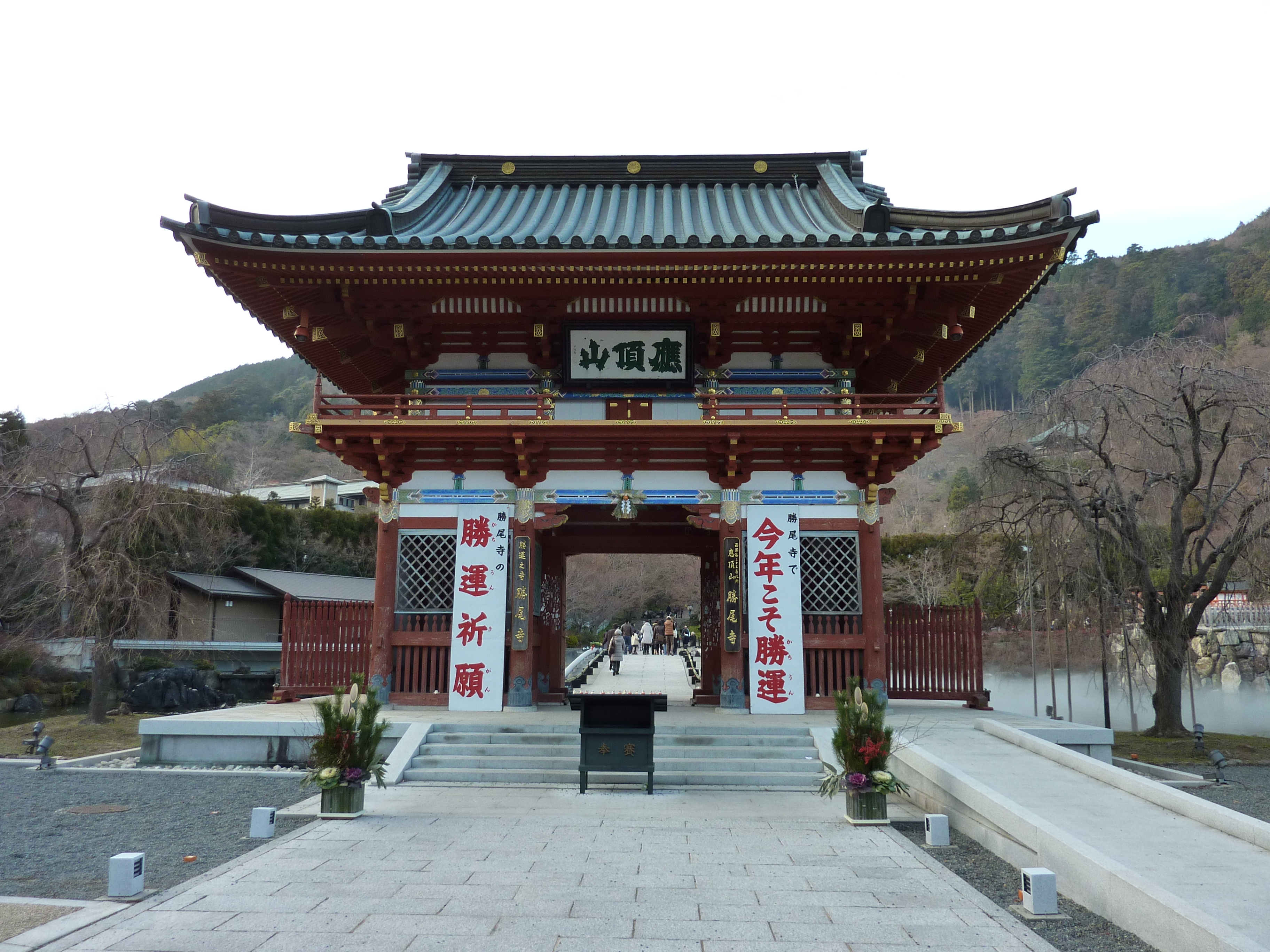
山門

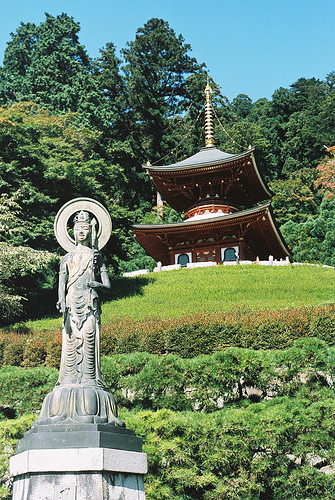
観音菩薩と多宝塔

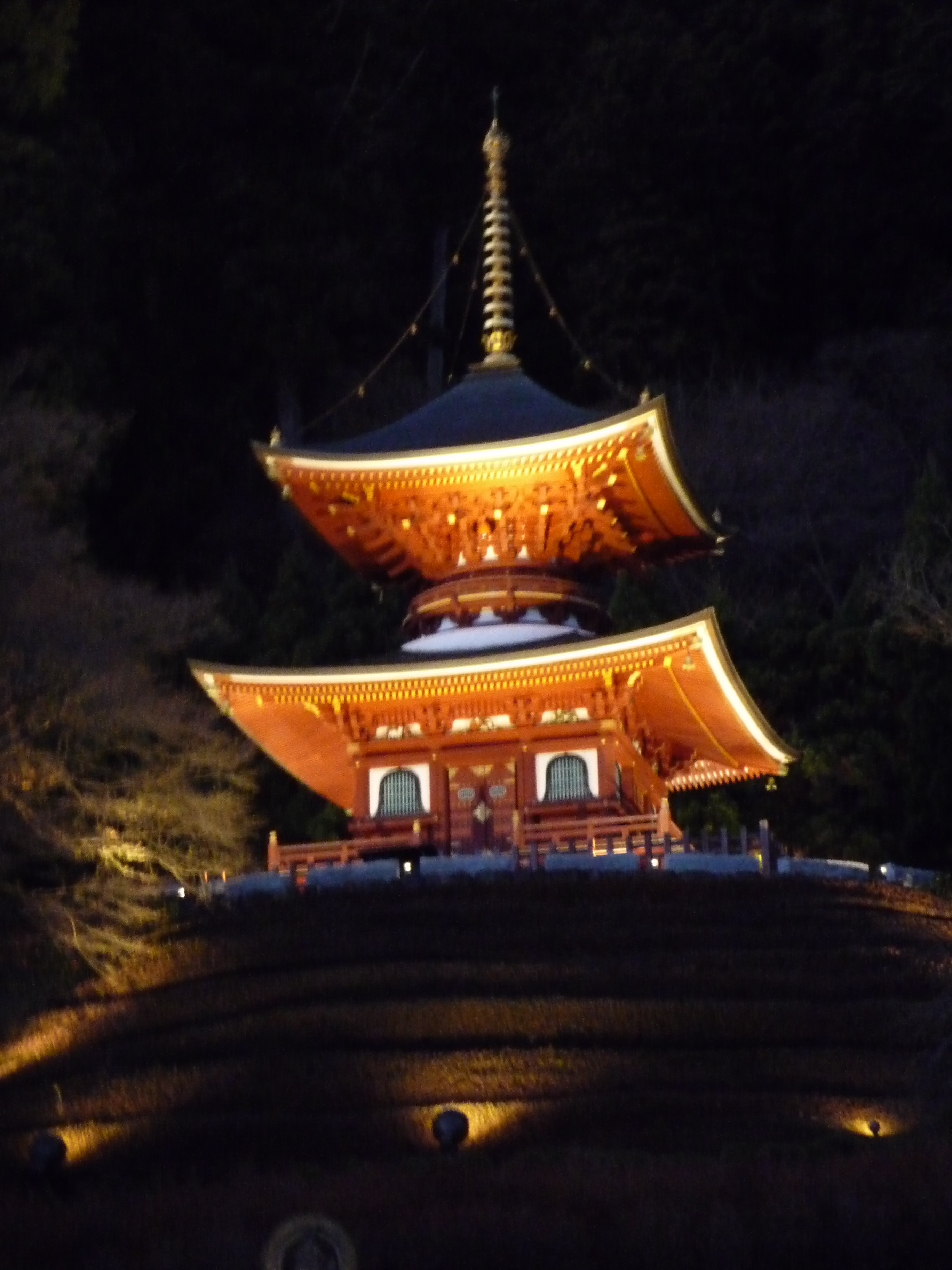
多宝塔ライトアップ

- 本堂 - 慶長年間（1596年 - 1615年）に豊臣秀頼により再建。
- 大師堂
- 水掛け観音堂
- 開山堂 - 善仲、善算、開成の像が祀られる[6]。
- 鎮守堂（三社権現）
- 三宝荒神社 - 日本三荒神の一つ。日本最古の荒神社とされる[6]。
- 薬師堂 - 建久6年（1195年）に源頼朝の寄進で建立。
- 閻魔堂
- 奥の院
- 五輪塔（大阪府指定有形文化財） - 寺伝では鎌倉時代前期の造。
- 鐘楼 - 梵鐘は「厄除けの鐘」と呼ばれる。
- 不動堂
- 多宝塔
- 二階堂 - 納骨堂。法然上人二十五霊場第6番札所。鎌倉時代に法然上人が4年間滞在していたところ[6]。
- 勝ちダルマ奉納棚
- 一願不動堂
- 宝物館
- 勝尾寺霊苑
- 庫裏
- 宿坊「応頂閣」
- 弁天堂 - 祭神：弁財天
- お清め橋と霧
- 弁天池
- 山門（仁王門） - 慶長8年（1603年）に豊臣秀頼により再建[6]。
- 開成の墓 - 当寺の裏山にある。

## 文化財

### 重要文化財
- 木造薬師如来及両脇侍像 - 平安時代初期。
- 紙本墨書法華経 巻第四
- 勝尾寺旧境内牓示八天石蔵（きゅうけいだいぼうじはってんいしぐら）出土品
  - 銅造四天王・四明王像 8躯
  - 陶製外容器残欠共 8合
  - 附：土師器 一括

### 国の史跡
- 勝尾寺旧境内牓示八天石蔵及び町石[7] - 八天石蔵とは、中世、勝尾寺が寺領を明示し土地をめぐる争いを避けるため、寺の周囲8箇所に設置したもので四天王・四明王の像を埋納していた。

### 大阪府指定有形文化財
- 石造五輪塔 1基[8]
- 木造千手観音立像[8]
- 木造男神立像[8]
- 絹本著色阿弥陀三尊像 1幅[8]
- 勝尾寺文書 1,193点[8]

## 行事
- 10月29日 - 開山御正辰祭
- 例年、紅葉が見頃である11月の土・日・祝日には日没から19時30分までライトアップが行われる。

## 前後の札所
西国三十三所
22 総持寺　-　23 勝尾寺　-　24 中山寺
法然上人二十五霊場
4 如来院　-　5 勝尾寺二階堂　-　6 四天王寺阿弥陀堂（念仏堂）
摂津国八十八箇所
53 善福寺　-　54 勝尾寺　-　55 瀧安寺
摂津国三十三箇所
21 瀧安寺　-　22 勝尾寺　-　23 忍頂寺
神仏霊場巡拝の道
64 神峯山寺　-　65 勝尾寺　-　66 生田神社

## 所在地
- 大阪府箕面市粟生間谷2914-1

## アクセス
- 阪急電鉄千里線 北千里駅、北大阪急行電鉄・大阪モノレール 千里中央駅、または北大阪急行電鉄 箕面萱野駅より阪急バス29系統 北摂霊園・希望ヶ丘四丁目行き（平日3往復・土日祝6往復）、若しくは箕面萱野駅より阪急バス30系統 【直行】勝尾寺行き（平日2往復・土日祝4往復）利用「勝尾寺」停留所下車。
  - 正月三が日は府道4号線や府道43号線の著しい交通渋滞により、定時運行が困難となることから、粟生団地〜奥〜勝尾寺〜希望ヶ丘四丁目間が終日区間運休となる[9]。そのため、初詣客は麓から徒歩で向かうか、タクシー利用や自家用車などで向かうしか方法はない。2018年正月までは臨時の「勝尾寺口」停留所が設置され、初詣客はそこから約1.5キロメートルの上り坂を徒歩で向かっていた。
  - 運賃は2024年10月1日より、箕面萱野駅から400円から800円へと、一気に倍額となった。
- 阪急電鉄箕面線 箕面駅、北大阪急行電鉄南北線 箕面萱野駅より阪急バス彩都線・箕面山麓線36系統で外院（げいん）停留所下車、旧参道経由で徒歩約70分。
  - 日によっては箕面駅からの「箕面滝道ワンウェイ観光周遊バス」が運行される。片道1400円。1日券は2000円で、入山料が100円引きとなり、寺の売店などで使用できる400円のクーポンがある。
- 阪急電鉄箕面線 箕面駅から車で約20分。
- JR東海道本線（京都線） 茨木駅、阪急電鉄京都本線 茨木市駅から阪急バス忍頂寺車作線85系統で奥停留所下車、府道4号・43号経由で徒歩約100分。
- 大阪モノレール彩都線 彩都西駅から車で約12分。